# Граще (Випава)
Граще (словен. Hrašče) — поселення на західних схилах плато Нанос в общині Випава. Висота над рівнем моря: 228,9 метрів.